# Comme je suis
 (septembre 2017).
Si vous disposez d'ouvrages ou d'articles de référence ou si vous connaissez des sites web de qualité traitant du thème abordé ici, merci de compléter l'article en donnant les références utiles à sa vérifiabilité et en les liant à la section « Notes et références ».
Albums de Martin Deschamps
Différent (Live)
(2001)
Comme je suis est le premier album solo du chanteur rock québécois (auteur-compositeur-interprète) Martin Deschamps, paru en 2000.
Avec cet album, Martin Deschamps fait une entrée remarquée dans le paysage musical québécois et, ce premier opus, vendu à plus de 85 000 exemplaires, lui permet d'être nommé, pour le prix Félix, au Gala de l’ADISQ dans les catégories « Album de l'année - Rock », « Révélation de l'année » et « Chanson populaire de l'année » pour son titre Quand ?.

## Liste des titres
| 1.    | Comme je suis              | Martin Deschamps               | Martin Deschamps               | 2:12 |
| 2.    | Le gauche                  | Deschamps, Daniel Boucher      | Deschamps                      | 3:51 |
| 3.    | Quand ?                    | Deschamps                      | Deschamps, Bernard Quessy      | 3:54 |
| 4.    | Ma blonde est tellement    | Deschamps                      | Deschamps                      | 3:27 |
| 5.    | Mon chien est mort         | Richard Pelland                | Richard Pelland                | 3:57 |
| 6.    | Casanova                   | Deschamps                      | Deschamps, Quessy              | 3:12 |
| 7.    | Les rats d'la rue Chambord | Deschamps                      | Deschamps, Dany Lamoureux      | 4:05 |
| 8.    | Au bout d'mes blues        | Deschamps, Frédéric Beauséjour | Deschamps, Frédéric Beauséjour | 4:31 |
| 9.    | Straight Pipe              | Deschamps                      | John McGale                    | 3:17 |
| 10.   | À soir                     | Deschamps                      | Johnny Gravel                  | 4:59 |
| 37:25 |                            |                                |                                |      |

## Crédits
| - Martin Deschamps : chant, basse - Dany Lamoureux : guitare, chant - Bernard Quessy : Hammond B-3, piano, claviers - Christian Lajoie : batterie - Frédéric Beauséjour : basse, chant - Éric Farley : percussions - Jocelyn Couture : trompette - André Leroux : saxophone - Ben Gagné : trombone - Pierre Belisle : Hammond B-3 - Pierre Themens, Angel, Breen LeBoeuf : voix additionnelles | - Production : André Gagné - Réalisation : Martin Deschamps, Jacques Bigras - Prise de son, Mixage : Jacques Bigras - Arrangements des cuivres : Frédéric Beauséjour - Mastering : Stéphane Simard, Les disques SNB - Studio : Multisons Inc, Montréal (Canada) - Pochette et livret d'album (Conception et réalisation graphique) : Sylvain Lafrenière, Imagine |